# Ganga estepària
La ganga estepària (Syrrhaptes paradoxus) és una espècie d'ocell de mitjana grandària que pertany a la família dels pteròclids (Pteroclididae), única de l'ordre dels pteroclidiformes (Pteroclidiformes).

## Morfologia
- Fa 30-41 cm de llargària. La femella és una mica més curta que el mascle.[1]
- Al dors el plomatge és ocre ratllat de fosc.
- En la part inferior, pit gris clar, a continuació una zona negra abdominal i més darrere blanc.
- La femella és més pàl·lida que el mascle, amb la part superior del cap i el coll clapat.
- Tenen potes i peus coberts de plomes.

## Reproducció

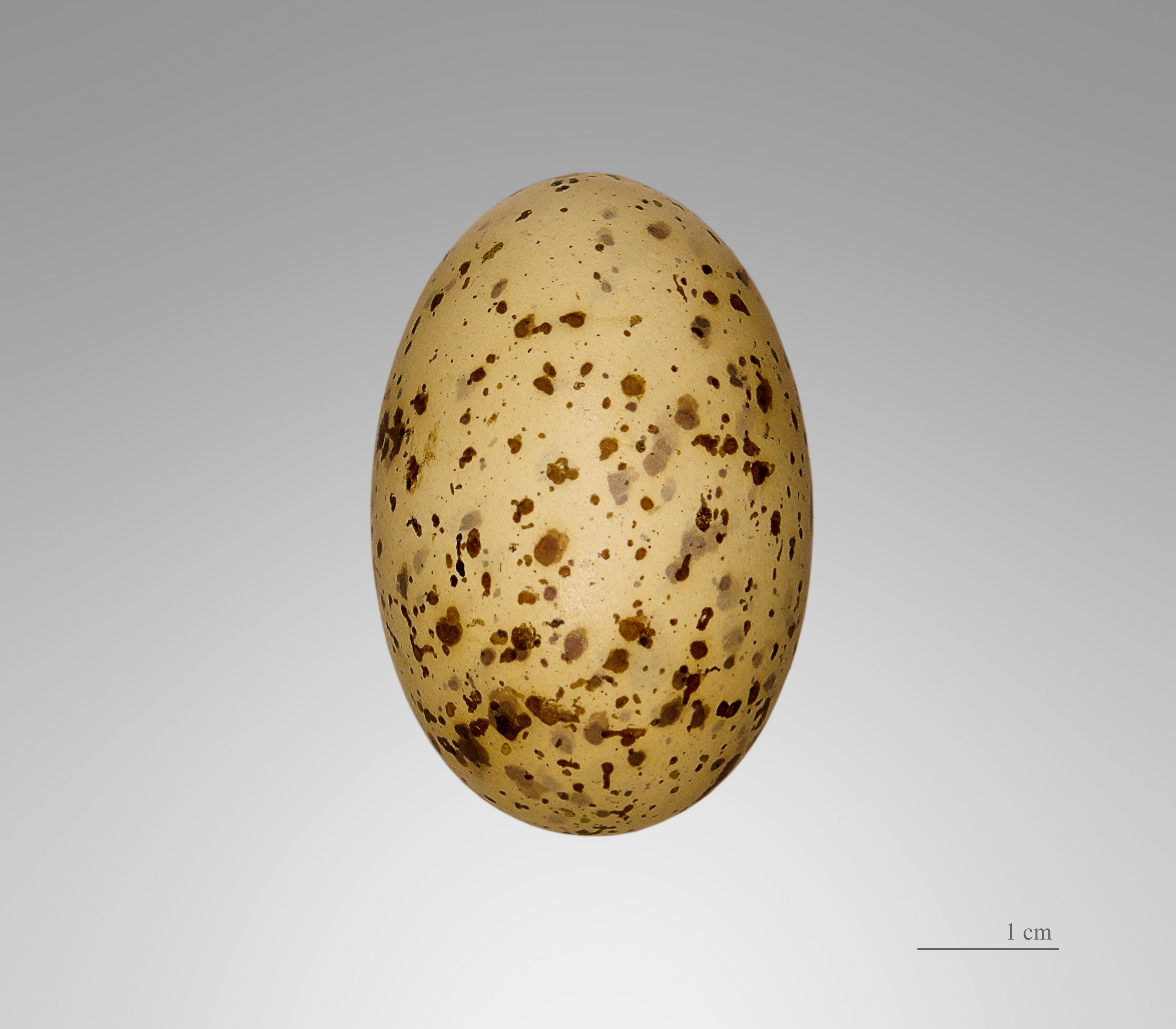
Ou

El niu és una raspadura del terreny on pon de 2 a 3 ous verdosos amb taques críptiques.

## Hàbitat i distribució
Aquesta espècie es reprodueix en latituds mitjanes de l'Àsia central, sobre estepes seques i hàbitats semblants. És un migrant parcial, especialment a les zones septentrionals de l'àrea de distribució, en Kazakhstan i Mongòlia, i depenent de lo rigorós de cada hivern.
Ocasionalment i de manera poc explicada, les gangues estepàries poden fer grans desplaçaments fora del seu àrea, i presentar-se en llocs poc habituals, com Pequín o Irlanda.

## Comentaris
Marco Polo mencionà un ocell al que anomena Bargherlac que podria correspondre a aquesta espècie.